# Kologriw
Kologriw (russisch Кологрив) ist eine Kleinstadt in der russischen Oblast Kostroma mit 3314 Einwohnern (Stand 14. Oktober 2010).

## Geografie

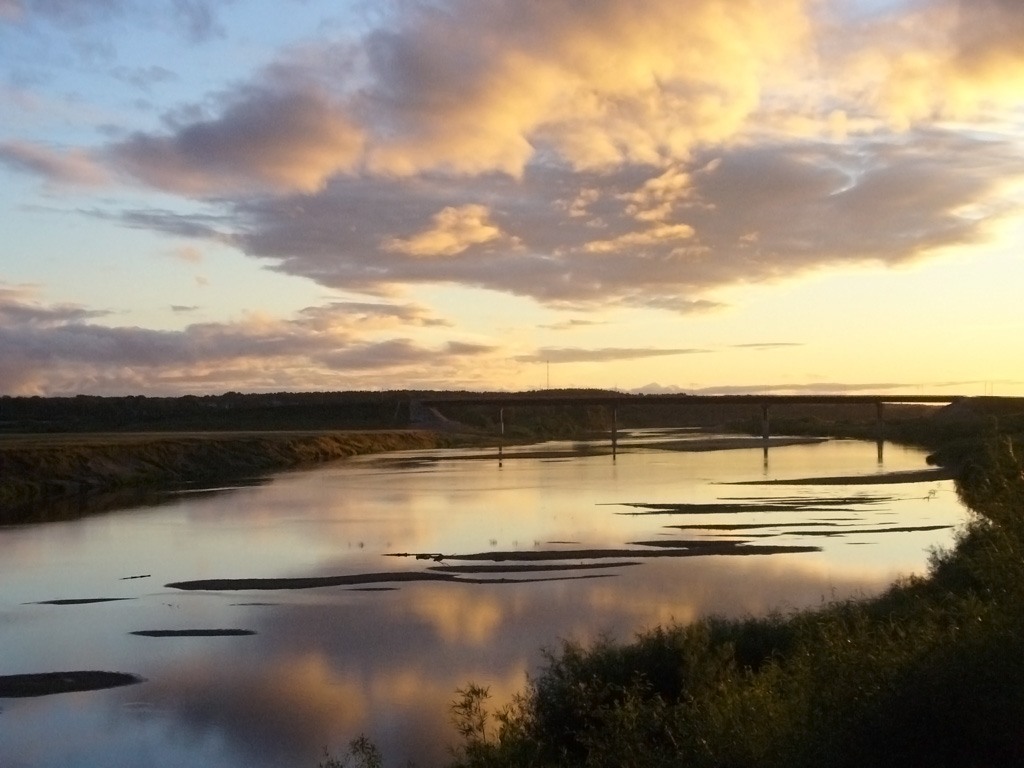
Der Fluss Unscha bei Kologriw

Die Stadt liegt etwa 340 Kilometer nordöstlich der Oblasthauptstadt Kostroma am linken Ufer der Unscha, eines linken Nebenflusses der Wolga.
Kologriw ist Verwaltungszentrum des gleichnamigen Rajons.
Die Stadt liegt 80 Kilometer nördlich von Manturowo an der Stammstrecke der auf diesem Abschnitt 1906 eröffneten Transsibirischen Eisenbahn (Streckenkilometer 651 ab Moskau) entfernt.

## Geschichte
Zu Beginn des 17. Jahrhunderts wurde erstmals urkundlich eine Stadt Kologriw an der Unscha erwähnt. Volkssprachlich bezeichnete Kologriw einen Hengst mit dichter Mähne (siehe auch Stadtwappen), aber die genaue Etymologie des Stadtnamens ist ungeklärt. Die alte Stadt Kologriw wurde später verlassen; an ihrer Stelle entstand das Dorf Archangelskoje.
Bei der Gründung der Statthalterschaft Kostroma 1778 wurde das Dorf Kitschino, 40 Kilometer flussabwärts als Verwaltungszentrum eines Kreises (Ujesds) bestimmt und zur Erinnerung an die alte Stadt in Kologriw umbenannt.
Zeitweilig wurde auch die Namensform Kologriwow verwendet.
Von 1800 bis 1815 wurde in Kologriw die Mariä-Entschlafens-Kathedrale errichtet. Zar Alexander I. besuchte Kologriw im Oktober 1824.

### Bevölkerungsentwicklung
| Jahr | Einwohner |
| ---- | --------- |
| 1897 | 2565      |
| 1926 | 3100      |
| 1939 | 3954      |
| 1959 | 4568      |
| 1970 | 4599      |
| 1979 | 4296      |
| 1989 | 4306      |
| 2002 | 3700      |
| 2010 | 3314      |

Anmerkung: Volkszählungsdaten (1926 gerundet)

## Kultur und Sehenswürdigkeiten
Die Stadt besitzt ein Heimatmuseum.

## Persönlichkeiten
- Olga Ladyschenskaja (1922–2004), Mathematikerin und Physikerin, geboren in Kologriw
- Gennadi Ladyschenski (1852–1916), Maler und Gründer des dortigen Museums, geboren in Kologriw
- Fjodor Tolstoi, Spitzname Amerikaner, (1782–1846), Abenteurer und Duellant, aufgewachsen nahe Kologriw

## Wirtschaft
In Kologriw gibt es Betriebe der Lebensmittel- (Molkerei), Holz- und Bauwirtschaft (Stahlbetonfertigteile).